# Trichomanes scandens
Trichomanes scandens är en hinnbräkenväxtart som beskrevs av Carolus Linnaeus. Trichomanes scandens ingår i släktet Trichomanes och familjen Hymenophyllaceae. Inga underarter finns listade.

## Bildgalleri

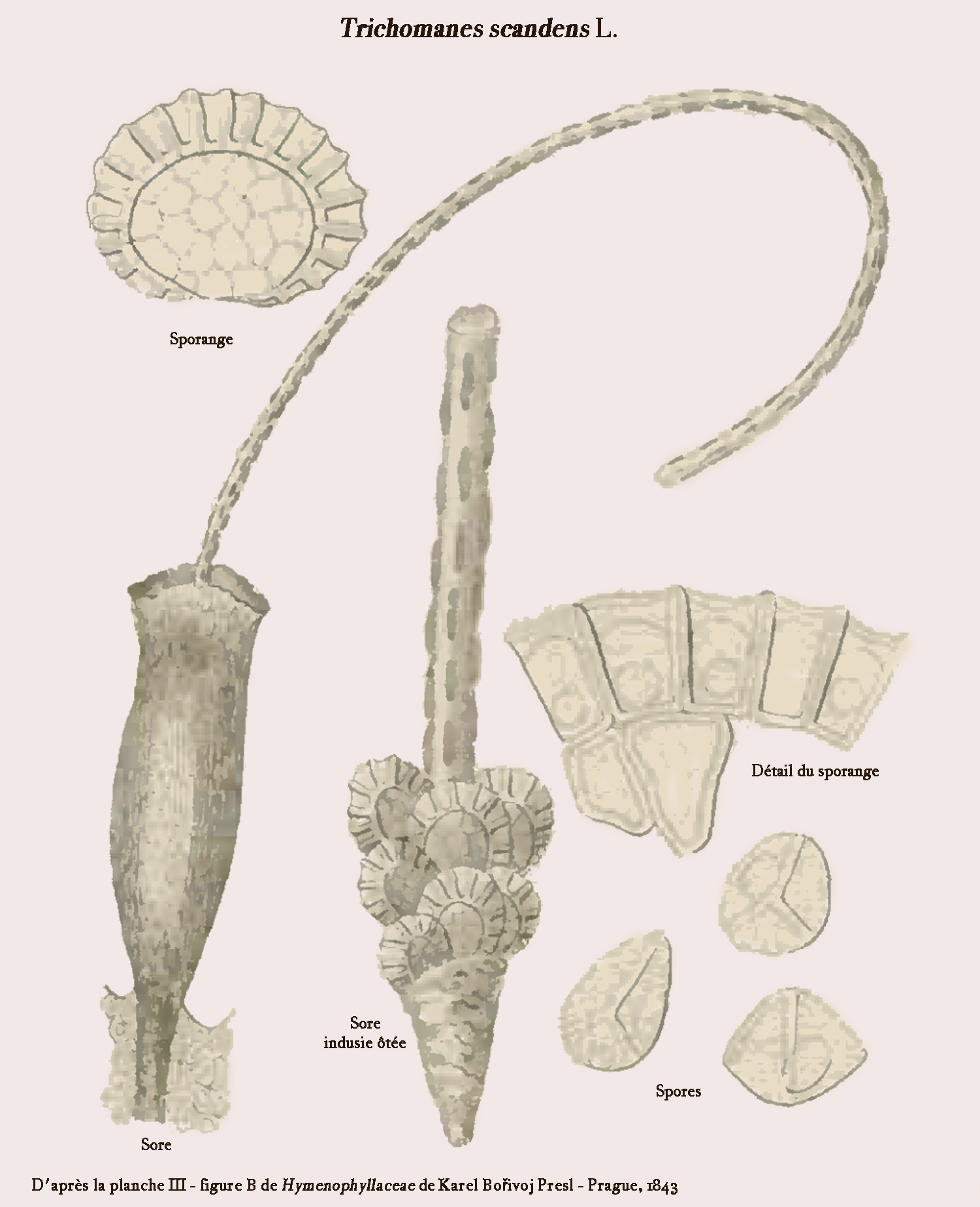
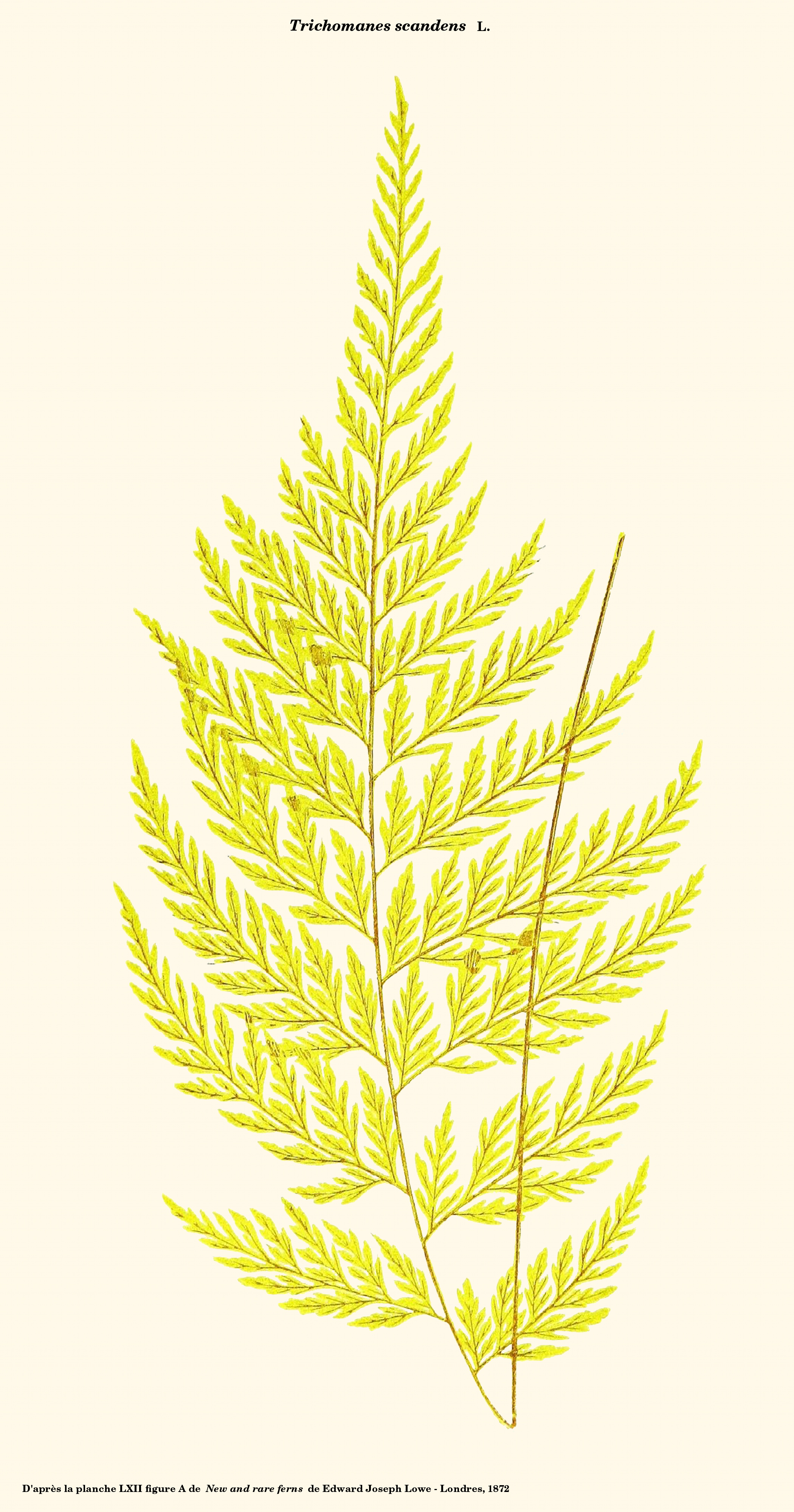